# Кошмар на вулиці В'язів 4: Повелитель сну
«Кошмар на вулиці В'язів 4: Повелитель сну» (англ. A Nightmare on Elm Street 4: The Dream Master) — американський фільм жахів, режисера Ренні Харліна.

## Сюжет
Маленька собачка, дзюрить вогнянним полум'ям на могилу Фредді уві сні одного з героїв, оживляє цього Повелителя снів. З радістю він починає вбивати тих, що вижили у попередній частини, в свій час дали йому гідний опір. Здавалося, він залишиться непереможним і жахливим Кошмаром вулиці В'язів. Але Фредді прорахувався: за мить до свого відходу в інший світ, Крістен, останній нащадок з вулиці В'язів, встигає передати свою унікальну здатність заманювати в свої сни інших людей дівчині Еліс.

## У ролях
| Актор             | Роль                   |
| ----------------- | ---------------------- |
| Роберт Інглунд    | Фредді Крюгер          |
| Кен Сейгоз        | Роланд Кинкейд         |
| Родні Істман      | Джої Крусел            |
| Ліза Вілкокс      | Еліс Джонсон           |
| Андрас Джонс      | Рик Джонсон            |
| Денні Гессел      | Ден Джордан            |
| Брук Тейсс        | Деббі Стівенс          |
| Той Ньюкірк       | Шейла Копецкі          |
| Тьюзді Найт       | Крістен Паркер         |
| Ніколас Меле      | містер Денніс Джонсон  |
| Брук Банді        | Елейн Паркер           |
| Жаклін Маше       | місіс Крусел           |
| Гоуп Марі Карлтон | Pin Up Girl            |
| Річард Гаррісон   | доктор                 |
| Джон Бекман       | тренер                 |
| Міккі Ябланс      | подружка у роздягальні |
| Крістен Клейтон   | Еліс                   |
| Джоді Монтана     | подружка у столовій    |
| Шеріл Річардсон   | дівчина                |
| Лінні Куіглі      | душа захоплена Фредді  |
| Джоі Мегідоу      | вчитель фізики         |
| Джоенна Ліпарі    | медсестра              |
| Ванда Бурсі       | знайома в жалобі       |
| Кіша Бракел       | знайома                |
| Пет О'Ніл         | студент                |
| Дуан Девіс        | Джок                   |
| Джефф Лівайн      | фельдшер               |
| Ренні Гарлін      | студент в класі        |
| Роберт Шей        | викладач               |

## Цікаві факти
- Коли Еліс входить до кінотеатру, можна помітити афіші фільмів «Reefer Madness 2: The True Story» (1985), «Лак для волосся» (1988) і «В'язниця» (1988).
- На кладовищі, позаду могил Крістен Паркер і Роланда Кінкейд, можна помітити два надгробки, на яких викарбувані імена Дональда і Ненсі Томпсон, персонажів з «Жаху на вулиці В'язів» (1984) і «Жаху на вулиці В'язів 3: Воїни сну» (1987) .
- Назва закусочної, де працює Еліс, — «Crave Inn», що є посиланням на творця Фредді Крюгера Веса Крейвена (Wes Craven).
- Ренні Харліна можна помітити серед студентів у класі.
- Тьюзді Найт не тільки зіграла одну з ролей у фільмі, але також виконала заголовну пісню фільму.
- Із семи фільмів про Фредді Крюгера, не рахуючи «Фредді проти Джейсона» (2003), картина Ренні Гарліна зібрала найбільше грошей в кінопрокаті США — $ 49 млн. (без урахування інфляції).
- Еліс і інші учні слухають лекцію про філософію снів. Роберт Шей, продюсер фільмів про Фредді Крюгера, зіграв лектора.
- Коли Ден і Еліс перебувають у лікарні, можна почути по гучномовному зв'язку оголошення, що доктору Шею потрібно з'явитися в таку-то палату. Це — посилання на Роберта Шея.
- Спочатку Вес Крейвен і Брюс Вагнер придумали сюжет, який крутився навколо подорожі в часі через сни. Проте продюсери Роберт Шей і Сара Рішер вирішили що такий розвиток сюжету невірним і суперечить концепції, створеної в першому фільмі.
- Еллі Корнелл пробувалася на роль Еліс.
- Роберт Інглунд вперше названий першим у титрах. У нього стало рівно вдвічі більше екранного часу в порівнянні з першою картиною.
- Пісню «Nightmare» в початкових титрах виконує співачка Тьюсдей Найт, яка зіграла у фільмі роль Крістін Паркер. Пісня звучала тільки у фільмі і не виходила ні на офіційному саундтреку, ні на альбомі співачки.